# جامعة ليل
جامعة ليل (بالفرنسية: Université de Lille، تختصر بـ ULille أو UDL أو univ-lille)‏ هي جامعة بحثية عامة فرنسية تقع في مدينة ليل بمنطقة أو دو فرانس. تعود أصولها إلى جامعة دويه [الإنجليزية] (1559)، ونتجت عن دمج ثلاث جامعات – جامعة ليل 1 للعلوم والتكنولوجيا، وجامعة ليل 2 للصحة والقانون، وجامعة شارل ديغول – ليل الثالثة في عام 2018. مع أكثر من 74000 طالب، فهي واحدة من أكبر الجامعات في فرنسا وواحدة من أكبر الجامعات الناطقة بالفرنسية في العالم.